# 서진 민제
진 민황제 사마업(晉 愍皇帝 司馬鄴, 300년 ~ 318년 2월 7일)는 중국 서진 황조의 제4대 황제이다. 무제의 아들인 사마안(司馬晏)의 아들이다. 전조의 장수 유요에게 항복하였고 당시 전조 황제인 유총에게 곧 살해되었다. 이것으로 서진은 멸망하였지만 동진 원제가 강남에 망명 정부를 세워 서진 왕조를 계승하였다.

## 황위에 오르기까지
사마안의 아들이지만, 삼촌 사마간(司馬柬; 사마업이 태어나기 9년 전인 291년에 죽음)의 양아들이 되었으며 삼촌의 지위도 계승하였다. 311년 진 수도 낙양(洛陽)이 한조(전조)에 함락당하자(영가의 난), 당시 왕자였던 사마업의 삼촌 서진 회제도 사로잡혔다. 그리고 아버지인 사마안도 사망했다. 당시 13세였던 사마업은 도망쳐 밀현(密縣; 현재의 정저우 시)에 다다랐고, 거기서 만난 친척들이자 서진 관리들인 순번(荀藩), 순조(荀組)들에 의해 군주로 받들어졌다. 이듬해, 중앙정부를 다시 세울 수 있을 것으로 기대하고 염정(閻鼎)이 사마업을 관중(關中; 지금의 중국 산시성 위하(渭河) 유역 일대)에 모시려고 시도했으나, 그 과정에서 친척들을 포함한 대부분의 지지자들이 사마업을 떠났다.
염정과 사마업은 결국 관중에 도착했고, 가아(賈疋) 장군의 지원을 받았다. 가아는 312년에 장안(長安)을 손에 넣은 상태였기 때문에, 사마업은 그 곳에 본거지를 구축할 수 있었다. 312년 가을, 염정과 가아는 사마업을 황태자로 추대했으며, 임시정부를 조직했다.

## 임시 정부와 서진의 멸망
313년 봄, 당시 한조(전조)의 왕이었던 유총에 의해 서진 회제가 처형되었고 이 소식이 장안까지 닿는 데에 3개월이 걸렸다. 이후 삼촌(회제)에 대한 상을 치르고, 진 민제로서 황위에 올랐다. 그때 장안의 상태는 총 가구 수가 100호도 되지 않을 정도로 좋지 않은 상황이었으며, 사용 가능한 마차 역시 넉 대밖에 존재하지 않았다. 관리들이 사용할 도장과 피복까지 부족한 상황이었다. 군사력 부문은 국윤(麴允)과 삭침(索綝)에게 맡겨진 상태였다. 민제는 진주(秦州; 지금의 간쑤성 동부 지역) 에 그때까지도 상당한 세력을 가지고 있었던 사마보(司馬保)를 남양왕(南陽王)에 봉하고, 양쯔강 유역 및 남쪽에 상당한 영토를 가지고 있었던 사마예를 낭야왕(琅邪王)에 봉했다. 이것은 그들에게서 도움을 얻기 위한 것이었지만, 사마보와 사마예는 특별한 충성심을 보여주지 않았다. 314년경, 한조는 장안을 급습했고, 그 공격 자체는 실패하기는 했지만 이는 민제 정권하의 서진이 자기 자신을 방어하는 데에도 힘이 부족했던 것을 보여주고 있다. 양주(涼州; 지금의 간쑤 성 중부, 서부 지역) 태수인 장궤(張軌)가 약간의 군사를 파견하여 장안을 잠시 도왔다. 315년, 사마보는 민제를 돕는 것을 고려하기도 했지만 결국 그렇게 하지는 않았다. 삭침 역시 황제가 사마보에게 이용을 당할까 우려되어 황제를 사마보에게 보내지 않았다.
316년 가을, 전조의 장군인 유요가 민제의 영토에 대규모 침공을 해왔으며, 북지(北地; 현재의 산시성 퉁촨 지역)의 비밀기지가 함락되면서, 관중에 있었던 다른 도시들도 붕괴되었다. 구원군이 두 곳에서 도착했지만, 유요군과 맞서기를 주저했다. 결국 유요는 장안을 포위할 수 있었고, 장안의 식량이 바닥날 즈음, 민제는 항복을 결심하게 된다. 민제는 이후 유요에 의해 전조의 수도인 평양(平陽; 산시 성 린펀 지역)으로 압송되었다.

## 전조에서의 생활과 죽음
당시 전조의 군주였던 유총은 사마업을 회평후(懷平侯)에 봉했다. 317년, 연회에서 유총이 사마업에게 하인 노릇을 시키는 등 굴욕을 주었다. 당시 전조에 대한 여러 봉기가 있었는데, 황태자 유찬(劉粲)을 대신해 진 황제를 다시 옹립하려는 목적이었으므로, 유찬은 사마업의 처형을 건의하였고 유총은 이를 받아들여 사마업을 처형시켰다.

## 기년
| 민제        | 원년            | 2년        | 3년        | 4년        | 5년        |
| ----------- | --------------- | ---------- | ---------- | ---------- | ---------- |
| 서력 (西曆) | 313년           | 314년      | 315년      | 316년      | 317년      |
| 간지 (干支) | 계유(癸酉)      | 갑술(甲戌) | 을해(乙亥) | 병자(丙子) | 정축(丁丑) |
| 연호 (年號) | 건흥(建興) 원년 | 2년        | 3년        | 4년        | 5년        |